# Titan (Spiel)

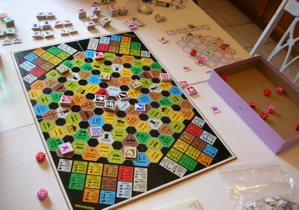
Das Spielfeld von Titan

Titan ist ein strategisches Brettspiel für zwei bis sechs Personen, publiziert 1982 von Avalon Hill. Die Produktion wurde Anfang der 1990er Jahre eingestellt, so dass das Spiel nur noch antiquarisch – dies allerdings nur äußerst selten und dann zu Fabelpreisen – zu erwerben ist. Inzwischen hat aber der kanadische Spieleverlag Valley Games eine Neuauflage des Spiels publiziert (Stand Dezember 2008).
Jeder Spieler befehligt eine Armee von Fantasy-Kreaturen (Trolle, Oger, Zentauren, Zyklopen, Drachen...), die jeweils von einem Titan angeführt werden. Das Spielziel ist es, die Titanen der anderen Spieler zu schlagen. Insofern ähnelt der Titan dem König beim Schach: Bei seinem Verlust werden auch die anderen Figuren des betreffenden Spielers eliminiert.
Das Spielbrett ist in 96 Felder eingeteilt, die verschiedene Landschaften darstellen:
|           | Brush |
| Desert    |       |
| Hills     |       |
| Jungle    |       |
| Marsh     |       |
| Mountains |       |
| Plains    |       |
| Swamp     |       |
| Tower     |       |
| Tundra    |       |
| Woods     |       |

Jede Kreatur kann in bestimmten Landschaften weitere Kreaturen ihrer eigenen Art anwerben. Mehrere Kreaturen der gleichen Art können auch höherwertige Kreaturen rekrutieren.
Die Armeen der Spieler sind in Legionen eingeteilt, die maximal aus sieben Kreaturen bestehen können. Jede Kreatur wird auf einem Pappplättchen (Counter) mit ihren Werten dargestellt. Eine Legion besteht also aus einem Stapel von Countern. Die Legion (Counter-Stapel) wird von einem Deckplättchen verdeckt. Bei der Rekrutierung müssen bestimmte Kreaturen in der Legion gezeigt werden, um höherwertige Kreaturen zu bekommen. Danach werden sie wieder verdeckt. Es entsteht also ein Memory-Effekt. Wer ein gutes Gedächtnis hat, behält im Kopf, welche Legion wie stark ist. Der Titan befindet sich auch in einem Legion-Stapel. Wird dieser geschlagen, ist der Spieler ausgeschieden, unabhängig davon, wie viele Legionen er hatte. Jeder Spieler ist demnach bestrebt, möglichst starke Figuren um seinen Titanen zu scharen.
Wenn eine Legion auf die Legion eines anderen Spielers trifft, kommt es zum Kampf. Diese Kämpfe werden auf kleinen, taktischen Karten („Battlelands“) ausgetragen, die für jede Landschaft charakteristisch unterschiedliche Vorteile für dazu passende/unpassende Figuren bieten. Für geschlagene gegnerische Figuren gibt es Punkte, die den eigenen Titan stärker und gelegentlich weitere starke Figuren verfügbar machen. Dadurch ist ein Anreiz gegeben, Risiken einzugehen und selbst Kämpfe zu initiieren.
Eine Legion kann vor Beginn der Bewegung geteilt werden. Dies bedeutet, dass wenn eine Legion „voll“ ist, man sich entscheiden muss, ob man sie nun zum Kampf einsetzen oder für weitere Rekrutierungen teilen möchte. Ein wesentliches Element des Spiels ist die geschickte Bewegung der Legionen zu deren Aufbau und Entwicklung sowie die Abwägung zwischen Aufbau und Kampf.